# Álvaro Vadillo
Álvaro Vadillo Cifuentes (Puerto Real, Cádiz, España, 12 de septiembre de 1994) es un futbolista español. Juega de extremo en el Racing Club de Ferrol de la Segunda División de España.

## Trayectoria
Dio sus primero pasos en el fútbol en el Club Deportivo La Salle de Puerto Real. En 2006 ingresó en la cantera del Real Betis Balompié, declarándose desde sus inicios seguidor del también gaditano Joaquín Sánchez y jugó su primer partido con el primer equipo en la pretemporada (2011-12), contra el Olympique de Marsella, en el que dejó buenas sensaciones.
Debutó en primera división, con el Real Betis, con Pepe Mel como entrenador, fue el 27 de agosto de 2011, 16 días antes de cumplir los 17 años, en el estadio de Los Cármenes, frente al Granada, partido que ganó el equipo verdiblanco por un gol a cero.
Esa temporada llegó a jugar algunos partidos, pero el 15 de octubre de 2011, cuando se enfrentaba al Real Madrid en el Santiago Bernabéu, se lesionó gravemente (rotura del ligamento cruzado de la rodilla derecha) en el minuto 17 tras ser empujado por Sergio Ramos cuando el balón había salido cerca del córner sin peligro alguno, cortando así la carrera de un futbolista con bastante proyección.
El 2 de febrero de 2012 fue seleccionado para la preselección del Once de Oro Fútbol Draft, junto a sus compañeros Francisco Varela, Carlos García y Alejandro Pozuelo. Recibió el alta médica el día 15 de marzo.
No volvió a jugar oficial con el primer equipo hasta noviembre de 2012, en un partido de Copa del Rey, contra el Real Valladolid, en el que da un pase a Rubén Castro, y también ayuda en un autogol de Jesús Rueda, ganando el Betis por 3-0 al final del partido y dándole otra ronda más de copa (octavos de final).
El 25 de enero de 2013 pasó a formar parte del primer equipo, luciendo el dorsal número 9, que quedó libre tras la marcha de Jonathan Pereira al Villarreal Club de Fútbol.
El 24 de octubre de 2013 marcó su primer gol en partido oficial con el primer equipo, en encuentro de Europa League contra el Vitória de Guimarães de Portugal disputado en el estadio Benito Villamarín. El encuentro acabó con el resultado de 1-0 para el Real Betis.
El 31 de julio de 2014 volvió a sufrir otra grave lesión en una rodilla, en un amistoso en Marbella, de la que tardó varios meses en recuperar. Volvió a ser convocado para un partido en febrero de 2015, cuando Mel se encontraba de nuevo en el banquillo bético, aunque no llegó a jugar muchos partidos en lo que restaba de competición  liguera.
En el verano de 2015 el equipo bético decidió que no contaba con él para la siguiente temporada (2015/16) y estuvo muy cerca de ser traspasado al Rayo Vallecano, pero el deseo del equipo andaluz de incluir una cláusula de recompra, rompió las negociaciones. Vadillo siguió en la primera plantilla del Betis sin contar para su entrenador, hasta que en diciembre su buena actuación en la copa del rey frente al Sporting de Gijón le renganchó al equipo.
Al finalizar la temporada 2015-16 y al no aceptar el jugador ninguna de las ofertas de renovación por parte del equipo sevillano se desvincula del Real Betis y queda como agente libre después de varias temporadas plagadas de lesiones y por consecuente no poder disfrutar de los minutos necesarios para seguir creciendo como jugador cree que lo mejor es desvincularse del Real Betis para seguir su carrera futbolística por otros caminos.
Tras militar dos temporadas en la Sociedad Deportiva Huesca, se comprometió con el Granada Club de Fútbol para la temporada 2018-19.
Libre tras finalizar su contrato con el conjunto granadino el 30 de junio de 2020, el 22 de julio firmó un contrato con el R. C. Celta de Vigo para las siguientes tres temporadas. Sin llegar a debutar, el 5 de octubre fue cedido hasta junio de 2021 al R. C. D. Espanyol con opción de compra obligatoria en caso de ascender a Primera División. Tras lograr el objetivo, el 2 de junio de 2021 el club anunció que había ejercido dicha opción.
El 5 de enero de 2022 fue cedido al Málaga C. F. hasta final de temporada. En el mes de julio acumuló otra cesión en la S. D. Eibar. Regresó al club blanquiazul al terminar la campaña y en agosto de 2023 llegó a un acuerdo para rescindir su contrato. Entonces fichó por el Racing Club de Ferrol el 1 de septiembre.

## Selección nacional
Fue convocado para la selección española de fútbol sub-17 para un amistoso ante la selección de fútbol de Georgia sub-17, con solo 16 años, convirtiéndose en una pieza clave en el esquema de juego.
Fue convocado para los días 17 y 19 de octubre de 2011, junto a otro canterano del Real Betis Balompié, Carlos García, para la selección de fútbol sub-19 de España. El 26 de junio de 2013 fue convocado para el Europeo sub-19 de Lituania.
Fue convocado para jugar con el combinado español para el Torneo internacional de fútbol sub-20 de la Alcudia, en el que desplegó un fabuloso juego sobre todo por banda.
Fue convocado para jugar con la sub-21 española para ir la Eurocopa sub-21 en 2013.

## Clubes
| Club                       | País   | Año       |
| -------------------------- | ------ | --------- |
| Real Betis Balompié "B"    | España | 2011-2013 |
| Real Betis Balompié        | España | 2013-2016 |
| S. D. Huesca               | España | 2016-2018 |
| Granada C. F.              | España | 2018-2020 |
| R. C. Celta de Vigo        | España | 2020-2021 |
| R. C. D. Espanyol (cedido) | España | 2020-2021 |
| R. C. D. Espanyol          | España | 2021-2023 |
| Málaga C. F. (cedido)      | España | 2022      |
| S. D. Eibar (cedido)       | España | 2022-2023 |
| Racing Club de Ferrol      | España | 2023-     |

## Palmarés

### Campeonatos nacionales
| Título           | Club                | País   | Año  |
| ---------------- | ------------------- | ------ | ---- |
| Segunda División | Real Betis Balompié | España | 2015 |
| Segunda División | R. C. D. Espanyol   | España | 2021 |

## Récords
- Primer jugador del Real Betis en jugar un partido de Primera División con 16 años.
- Segundo jugador más joven en debutar en Primera División.